# Crowsnest Highway
Der Crowsnest Highway ist die südlichste der drei bedeutenden, neben dem Trans-Canada Highway und dem Yellowhead Highway, die Rocky Mountains in Kanada überquerenden Fernstraßen. Sowohl in Alberta als auch in British Columbia ist er als Highway 3 (BC Highway 3, Alberta Highway 3) ausgewiesen.

## Geschichte
Der Oregon-Kompromiss legte 1846 fest, dass die Handelsposten der Hudson’s Bay Company am Unterlauf des Columbia River, Fort Okanagan und Fort Vancouver zum Territorium der USA kamen. Damit war der bequeme Weg zum Pazifik abgeschnitten und erzwang die Erforschung alternativer Routen nördlich des 49. Breitengrades für die britischen Interessen. Deshalb wurde 1848 an der Mündung des Coquihalla River in den Fraser River ein Fort errichtet, welches die Keimzelle der heutigen Stadt Hope wurde. Goldfunde am Fraser River 1858 und am Kettle River und am Similkameen River 1859 trugen zum Wachsen der Bedeutung dieser Ortschaft bei, darüber hinaus beauftragte der Gouverneur der britischen Kolonie British Columbia, James Douglas, die Ingenieure Edgar Dewdney und Walter Moberly mit der Erkundung eines Maultierpfades nach Vermillion Forks, dem heutigen Princeton, dessen Bau bereits 1861 abgeschlossen war.
Dabei wurde vereinbart, dass der neu erschlossene Weg eine Breite von vier Fuß (1,3 Meter) haben und frei von Vegetation und Geröll sein sollte; Wasserhindernisse und Sümpfe waren durch geeignete Mittel zu überwinden. Für die Gesamtstrecke von 75,6 Meilen (121,6 Kilometer) wurde eine Vergütung von 37.500 Kanadischen Dollar ausgelobt.

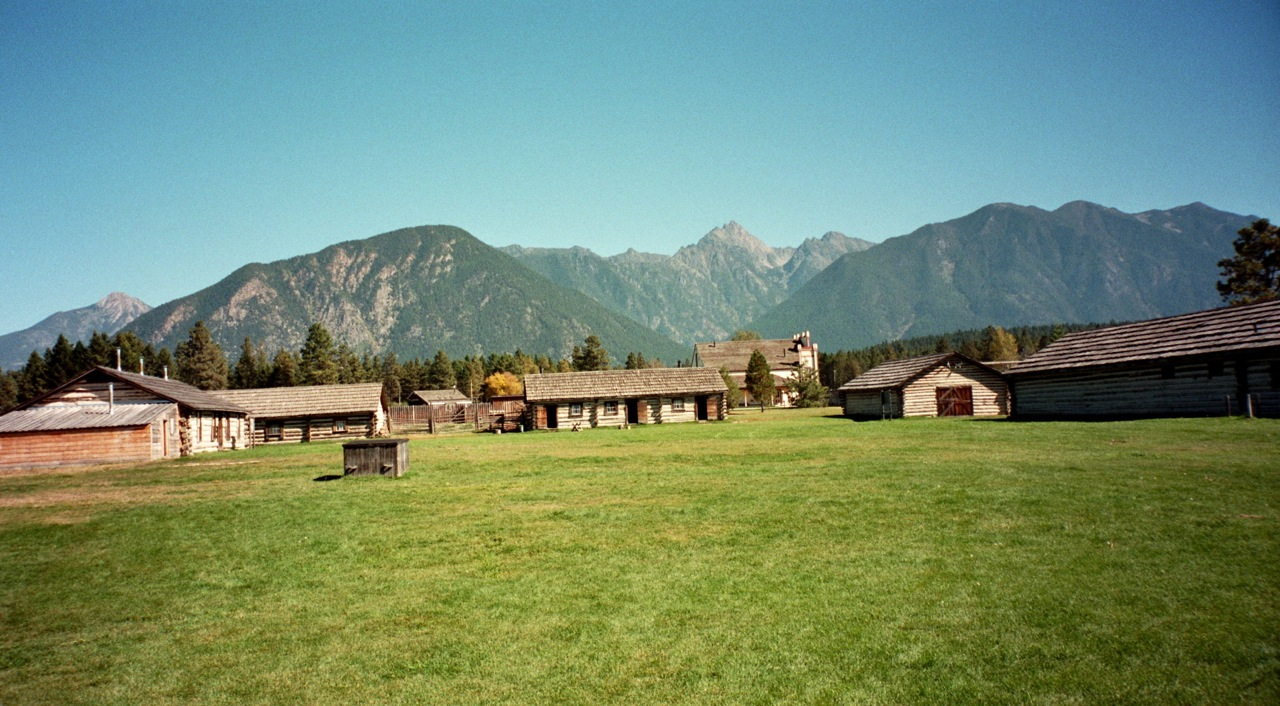
Fort Steele

Als 1863 im Wild Horse Creek nahe dem heutigen Fort Steele ebenfalls Gold gefunden wurde, beauftragte der neue Gouverneur Frederick Seymour den Ausbau der Verbindung bis zu diesem Ort, um einen Transport des Goldes über den Kootenay River in die Vereinigten Staaten von Amerika zu verhindern. Nach einer Bauzeit von nur sieben Monaten wurde der rund 300 Meilen (ca. 480 km) lange Trail im September 1865 für den Betrag von 75.000 Kanadischen Dollar fertiggestellt. Allerdings wurde die Goldförderung in Wild Horse Creek bereits mit Ablauf der Saison 1866 weitestgehend eingestellt, da in der Cariboo Region größeren Erfolg versprechende Funde einen Großteil der Prospektoren anzogen.
Erkundungen aus östlicher Richtung erfolgten 1874 durch einen berittenen Trupp der North West Mounted Police, welche von Fort MacLoed im Süden der Provinz Alberta kommend, weitestgehend dem heutigen Straßenverlauf nach Galbraith's Ferry – nahe dem heutigen Fort Steele – folgten und ab dort den Dewdney Trail nutzten.
Da Funde von Silber und Kohle im Bereich der Rocky Mountains und die Ausweitung der Landwirtschaft in den klimatisch begünstigten, in Nord-Süd-Richtung verlaufenden Tälern das Potential zu wirtschaftlicher Entwicklung bargen, erfolgte zunächst 1897 der Bau einer Linie der Canadian Pacific Railway von Lethbridge nach Nelson über den Crowsnest Pass, parallel dazu wurden die bereits existierenden Wege ausgebaut. Bis Creston verlaufen auch heute noch die Eisenbahnlinie und der Highway nahezu parallel, erst vor der Überquerung der Nelson Range trennen sich beide.
Der Crowsnest Highway folgt heute noch über eine Distanz von rund 80 % dem Dewdney Trail, welcher darüber hinaus ein bekannter Fernwanderweg ist.

## Verlauf
Der Crowsnest Highway ist die südlichste der Fernstraßenverbindungen zwischen den Prärien Zentralkanadas und den Häfen am Pazifik. Aufgrund der geographischen Gegebenheiten zieht sich der landschaftlich teilweise sehr reizvolle Highway eng an der Grenze zu den US-Bundesstaaten Montana, Idaho und Washington hin und überquert in seinem Verlauf fünf Gebirgszüge auf Pässen, welche bis zu 1774 m erreichen.

### British Columbia
Südlich des Stadtzentrums von Hope verläuft der autobahnähnlich ausgebaute Highway 3 weiter nach Osten, während sich der Trans-Canada Highway – dem Tal des Fraser River folgend – nach Norden wendet. Nahe der Einmündung Sumallo River in den Coquihalla River folgt der Highway 5 (auch Yellowhead Highway 5 oder auch Coquihalla Highway genannt) letzterem, während der Crowsnest Highway in Richtung Südosten durch die Täler des Sumallo River und des Skagit River führt.

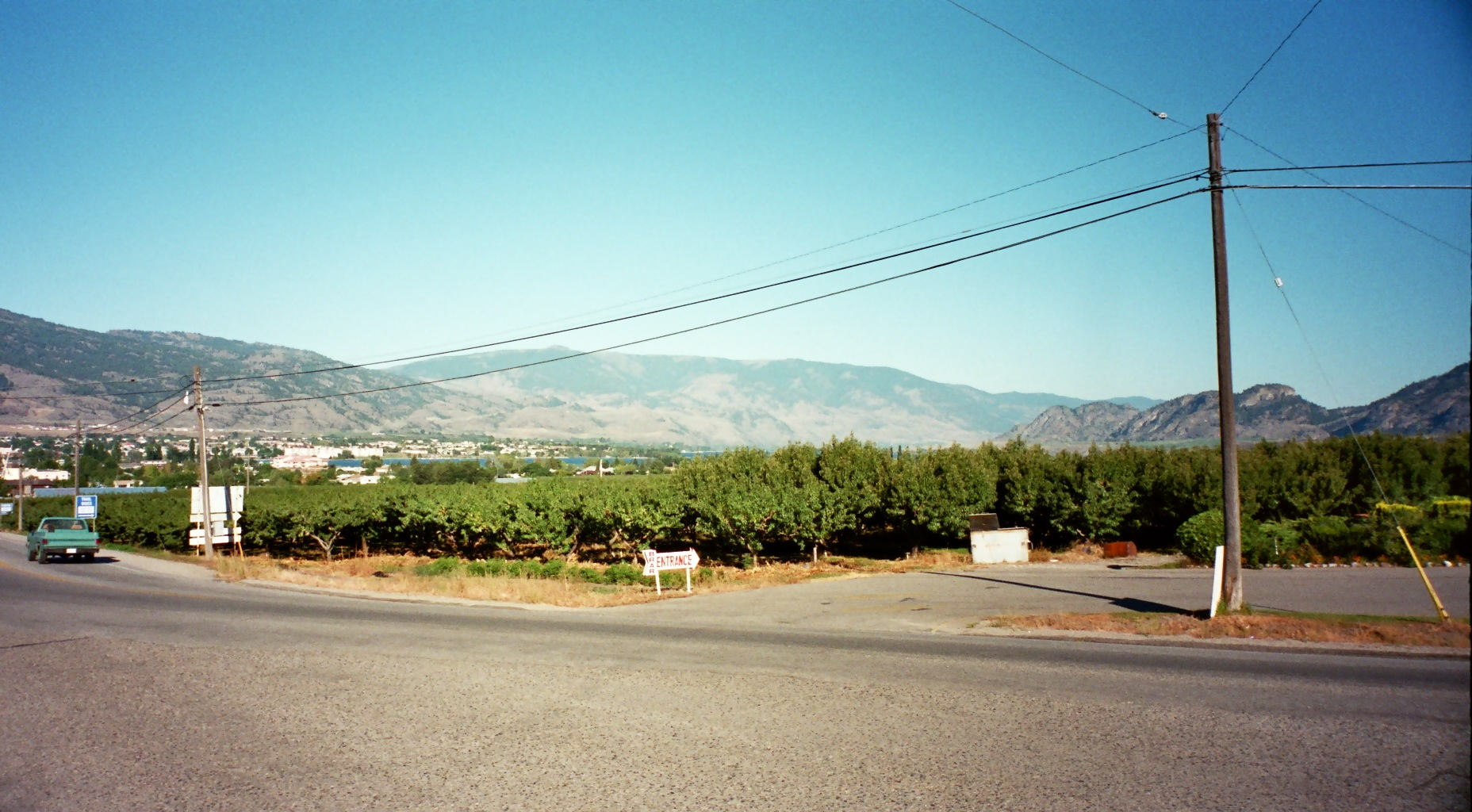
Obstplantage am Crowsnest Highway bei Osoyoos

Die nördliche Kaskadenkette wird mit dem Allison Pass (1342 m) überwunden und das Tal des Similkameen River erreicht, kurz vor dem Erreichen des Okanagan Valley werden die südlichen Ausläufer des Thompson-Plateau überquert. Am steilen Anstieg zum Anarchist Mountain, welcher einen herrlichen Ausblick auf das südliche Okanagan Valley bietet, werden die Monashee Mountains erreicht. Auf dem Weg zum südlichen Ende des Arrow Lakes sind zwei Pässe zu überwinden – Phoenix Mountain Summit (1105 m) und Bonanza Pass (1535 m).
Zwischen Arrow Lake und Kootenay Lake wird die Kette der Selkirk Mountains durchquert, hier befindet sich mit dem Kootenay Pass der höchste Punkt im Straßenverlauf. Nachdem das Tal des Kootenay Lake durchquert wurde, folgt der Straßenverlauf Kitchener Creek und Moyie River und durchquert so ohne die Überwindung höherer Pässe die Purcell Mountains. Nachdem der Kootenay River überquert ist, verläuft der Highway durch das Tal des Elk River, bevor er am 1358 m hohen Crowsnest Pass seinen höchsten Punkt in den Rocky Mountains und die Provinzgrenze zu Alberta erreicht.
Der Crowsnest Highway ist für die Erschließung des südlichen British Columbia von essentieller Bedeutung, die ihn kreuzenden oder in ihm einmündenden Straßen bilden wichtige Verbindungen zu anderen Routen im Westen Kanadas oder erschließen abgelegene Gebiete:
- 0 km – Highway 1 (Trans-Canada Highway) nach Cache Creek, Kamloops, Revelstoke zu den Nationalparks in den Rocky Mountains
- 7 km – Highway 5 (Yellowhead Highway 5 oder auch Coquihalla Highway) nach Merritt und Kamloops
- 133 km – Highway 5A nach Merritt und Kamloops
- 252 km – Highway 97 (Okanagan Highway) zur Grenze bei Oroville und nach Penticton und Kelowna
- 304 km – Highway 33 nach Carmi und Kelowna
- 373 km – Highway 41 zur Grenze bei Carson und Danville
- 399 km – Highway 395 zur Grenze bei Cascade und Laurier
- 469 km – Highway 22 nach Trail und zur Grenze bei Paterson bzw. Castlegar
- 509 km – Highway 6 nach Nelson und Vernon
- 523 km – Highway 6 zur Grenze bei Nelway
- 593 km – Highway 21 zur Grenze bei Rykerts und Porthill
- 633 km – Highway 95 zur Grenze bei Kingsgate und Eastport
- 706 km – Highway 95A nach Kimberley und Ta Ta Creek
- 712 km – Highway 93/95 nach Fort Steele, Invermere und Golden
- 767 km – Highway 93 nach Grasmere und zur Grenze bei Roosville
- 846 km – Highway 43 nach Elkford

Neben den Ortschaften, deren Anbindung an das Straßennetz der Bau des Dewdney Trail diente, berührt der Crowsnest Highway heute auch die folgenden Ortschaften:
- 0 km – Hope
- 134 km – Princeton (vormals Vermillion Forks)
- 204 km – Keremeos
- 252 km – Osoyoos
- 304 km – Rock Creek
- 322 km – Midway
- 335 km – Greenwood
- 378 km – Grand Forks
- 400 km – Christina Lake
- 473 km – Castlegar
- 512 km – Salmo
- 596 km – Creston
- 703 km – Cranbrook
- 767 km – Elko
- 812 km – Fernie
- 843 km – Sparwood

### Alberta

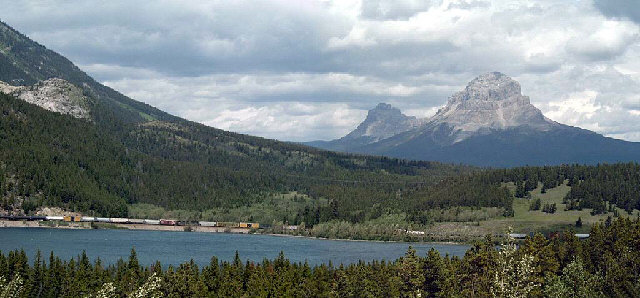
Der Crowsnest Mountain östlich vom Crowsnest Pass vom Highway aus gesehen

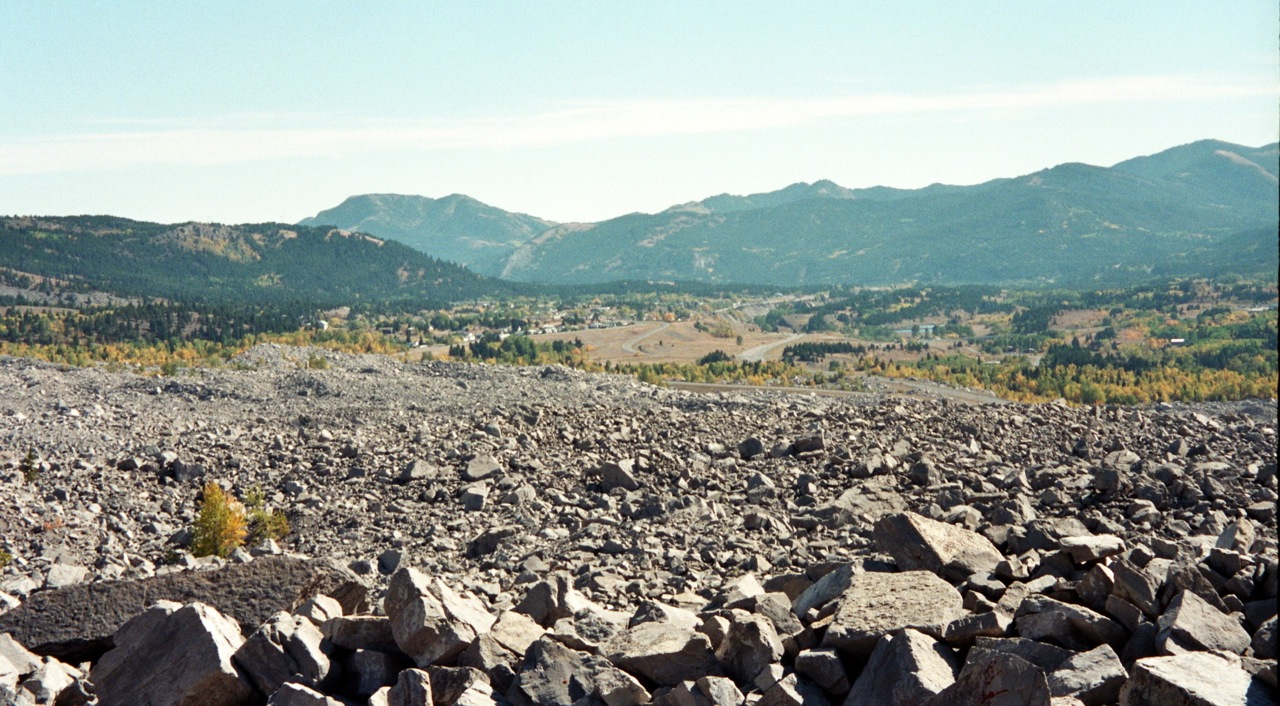
Frank Slide nördlich des Crowsnest Highway nahe dem Crowsnest Pass

Die Passhöhe stellt die kontinentale Wasserscheide und die Provinzgrenze dar. Der Crowsnest River, dem der Highway nun folgt, mündet am Fuß der Rocky Mountains in den Oldman River, der im Süden Albertas im South Saskatchewan River aufgeht. In Medicine Hat nahe der Provinzgrenze zu Saskatchewan trifft der Crowsnest Highway nach fast 1163 Kilometer auf den Trans-Canada Highway.
Auch für den Süden Albertas ist der Crowsnest Highway eine der wichtigsten Straßenverbindungen, die von zahlreichen anderen bedeutenden Strecken gekreuzt wird:
- 905 km – Highway 22 nach Longview
- 926 km – Highway 6 nach Pincher Creek, Twin Butte und zum Grenzübergang am Chief Mountain
- 974 km – Highway 4 nach Granum, Calgary und Edmonton beziehungsweise nach Stand Off, Cardston und zur Grenze bei Carway und Port of Piegan
- 1001 km – Highway 23 nach Barons und Vulcan
- 1026 km – Highway 4 nach New Dayton, Warner, Milk River und zur Grenze bei Coutts und Sweetgrass
- 1026 km – Highway 5 nach Welling, Magrath, Cardston und zum Waterton Lakes Nationalpark
- 1076 km – Highway 36 nach Wrentham und Warner beziehungsweise nach Vauxhall, Brooks und Lac La Biche
- 1193 km – Highway 1 nach Brooks und Calgary beziehungsweise nach Regina und Winnipeg

### Red Coat Trail
Als inoffizielle Fortsetzung des Crowsnest Highway gilt der Red Coat Trail, welcher über Nebenstraßen von Lethbridge bis nach Winnipeg in Manitoba führt. Dabei folgt er in Alberta dem Highway 4 bis Stirling, dem Highway 61 bis Manyberries und dem Highway 501 bis zur Provinzgrenze. In der Provinz Saskatchewan wird Highway 13 und in Manitoba der Highway 2 als Red Coat Trail bezeichnet.